# Índia (jornal)
Índia : suplemento português quinzenal foi um publicação católica existente na Índia Portuguesa  (Nova Goa) no ano de 1932 dirigida por A.F.Lopes.